# Simulium vorax
Simulium vorax är en tvåvingeart som beskrevs av Frederick E. Pomeroy 1922.
Simulium vorax ingår i släktet Simulium och familjen knott. Inga underarter finns listade i Catalogue of Life.